# Alan Hinton
Alan Hinton (Wednesbury, 6 ottobre 1942) è un ex calciatore e allenatore di calcio inglese.

## Carriera

### Calciatore

#### Club
Formatosi calcisticamente nel Wolverhampton, esordisce in prima squadra nella stagione 1961-1962, ottenendo il diciottesimo posto della First Division.
La stagione seguente ottenne il quinto posto finale, mentre nella stagione 1963-1964, l'ultima disputata con gli Wolves, giunse sedicesimo.
Nella stagione 1964-1965 Hinton passa al Nottingham Forest, con cui conclude l'annata al quinto posto. Nelle due stagioni seguenti, dopo il diciottesimo posto della stagione 1965-1966, Hinton con i Forest ottiene nella First Division 1966-1967 il secondo posto finale, sopravanzato solo dai campioni del Manchester Utd.
L'anno seguente passa ai cadetti del Derby County che dopo un diciottesimo posto nella prima stagione, ottengono la promozione in massima serie con la vittoria della Second Division 1968-1969. Nella prima stagione del loro ritorno in massima serie, il Derby County ottiene il quarto posto finale, a cui segue un nono in quella seguente.
Nella stagione 1971-1972 Hinton con il County vince il campionato, sopravanzando il Leeds Utd, il Liverpool ed il Manchester City di un punto.
La stagione seguente, il Derby County ottenne il settimo posto finale e raggiunse le semifinali della Coppa dei Campioni 1972-1973.
Nella stagione 1973-1974 Hinton con il Derby ottiene il terzo posto finale, qualificandosi per la Coppa UEFA. La stagione seguente Hinton vince il suo secondo campionato e raggiunge gli ottavi di finale della Coppa UEFA 1974-1975. Nella stagione 1975-1976 Hinton gioca solo quattro incontri di campionato, ove il Derby giunge al quarto posto finale.
Nel 1977 Hinton si trasferisce negli Stati Uniti d'America per giocare nel Dallas Tornado. Con i Tornado raggiunge i quarti di finale per l'assegnazione del campionato nella North American Soccer League 1977. Nella stagione seguente passa ai Vancouver Whitecaps, con cui raggiunge nuovamente i quarti di finale per l'assegnazione del campionato nordamericano. Questo sarà il suo ultimo campionato disputato sul campo, dato che si ritira dall'attività agonistica al termine della stagione.

#### Nazionale
Hinton indossò la maglia dell'Inghilterra in tre occasioni tra il 1962 ed il 1964, con cui si aggiudicò l'edizione 1964-65 del Torneo Interbritannico. Hinton disputò inoltre sette partite con la nazionale Under-23 di calcio dell'Inghilterra, segnando sei reti.

##### Cronologia presenze e reti in nazionale
| Cronologia completa delle presenze e delle reti in nazionale ― Inghilterra | Cronologia completa delle presenze e delle reti in nazionale ― Inghilterra | Cronologia completa delle presenze e delle reti in nazionale ― Inghilterra | Cronologia completa delle presenze e delle reti in nazionale ― Inghilterra | Cronologia completa delle presenze e delle reti in nazionale ― Inghilterra | Cronologia completa delle presenze e delle reti in nazionale ― Inghilterra | Cronologia completa delle presenze e delle reti in nazionale ― Inghilterra | Cronologia completa delle presenze e delle reti in nazionale ― Inghilterra |
| Data                                                                       | Città                                                                      | In casa                                                                    | Risultato                                                                  | Ospiti                                                                     | Competizione                                                               | Reti                                                                       | Note                                                                       |
| -------------------------------------------------------------------------- | -------------------------------------------------------------------------- | -------------------------------------------------------------------------- | -------------------------------------------------------------------------- | -------------------------------------------------------------------------- | -------------------------------------------------------------------------- | -------------------------------------------------------------------------- | -------------------------------------------------------------------------- |
| 3-10-1962                                                                  | Sheffield                                                                  | Inghilterra                                                                | 1 – 1                                                                      | Francia                                                                    | Qual. Europeo 1966                                                         | -                                                                          |                                                                            |
| 21-10-1964                                                                 | Londra                                                                     | Inghilterra                                                                | 2 – 2                                                                      | Belgio                                                                     | Amichevole                                                                 | 1                                                                          |                                                                            |
| 18-11-1964                                                                 | Londra                                                                     | Inghilterra                                                                | 2 – 1                                                                      | Galles                                                                     | Torneo Interbritannico 1964-65                                             | -                                                                          |                                                                            |
| Totale                                                                     |                                                                            | Presenze                                                                   | 3                                                                          |                                                                            | Reti                                                                       | 1                                                                          |                                                                            |

### Allenatore
Ritiratosi dal calcio giocato, viene chiamato a guidare i Tulsa Roughnecks, con cui raggiunge i quarti di finale della North American Soccer League 1979.
Dal 1980 al 1982 è alla guida dei Seattle Sounders, con cui raggiunge nella stagione 1982 le semifinali per l'assegnazione del titolo di campione nordamericano. Nella sua prima stagione con i Sounders, oltre a quarti di finale raggiunti, si aggiudica il titolo individuale di miglior allenatore.
Nella stagione 1984, l'ultima stagione NASL disputata, passa alla guida dei Vancouver Whitecaps, con cui raggiunge le semifinali del torneo.
Dal 1985 al 1990 è alla guida dei Tacoma Stars, militante nella MISL.
Nel 1994 torna alla guida dei Seattle Sounders.

## Palmarès

### Club
- Second Division: 1

Derby County: 1968-1969
- Campionato inglese: 2

Derby County: 1971-1972, 1974-1975

### Nazionale
- Torneo Interbritannico 1964-1965

### Individuale
- NASL Coach of the Year: 1

1980